# Claflin
Claflin és una població dels Estats Units a l'estat de Kansas. Segons el cens del 2000 tenia 705 habitants.

## Demografia
Segons el cens del 2000, Claflin tenia 705 habitants, 280 habitatges, i 189 famílies. La densitat de població era de 824,9 habitants per km².
Dels 280 habitatges en un 33,6% hi vivien nens de menys de 18 anys, en un 61,1% hi vivien parelles casades, en un 5,4% dones solteres, i en un 32,5% no eren unitats familiars. En el 31,8% dels habitatges hi vivien persones soles el 19,6% de les quals corresponia a persones de 65 anys o més que vivien soles. El nombre mitjà de persones vivint en cada habitatge era de 2,51 i el nombre mitjà de persones que vivien en cada família era de 3,22.
Per edats la població es repartia de la següent manera: un 30,9% tenia menys de 18 anys, un 7,2% entre 18 i 24, un 24,4% entre 25 i 44, un 17,9% de 45 a 60 i un 19,6% 65 anys o més.
L'edat mediana era de 37 anys. Per cada 100 dones de 18 o més anys hi havia 88 homes.
La renda mediana per habitatge era de 30.521 $ i la renda mediana per família de 35.417 $. Els homes tenien una renda mediana de 29.659 $ mentre que les dones 18.500 $. La renda per capita de la població era de 14.819 $. Entorn del 2,2% de les famílies i el 5,3% de la població estaven per davall del llindar de pobresa.

## Poblacions més properes
El següent diagrama mostra les poblacions més properes.